# Storslett
Storslett este o localitate din comuna Nordreisa, provincia Troms, Norvegia, cu o suprafață de 1,62 km² și o populație de 1.781 locuitori (2013).